# 天厨味精

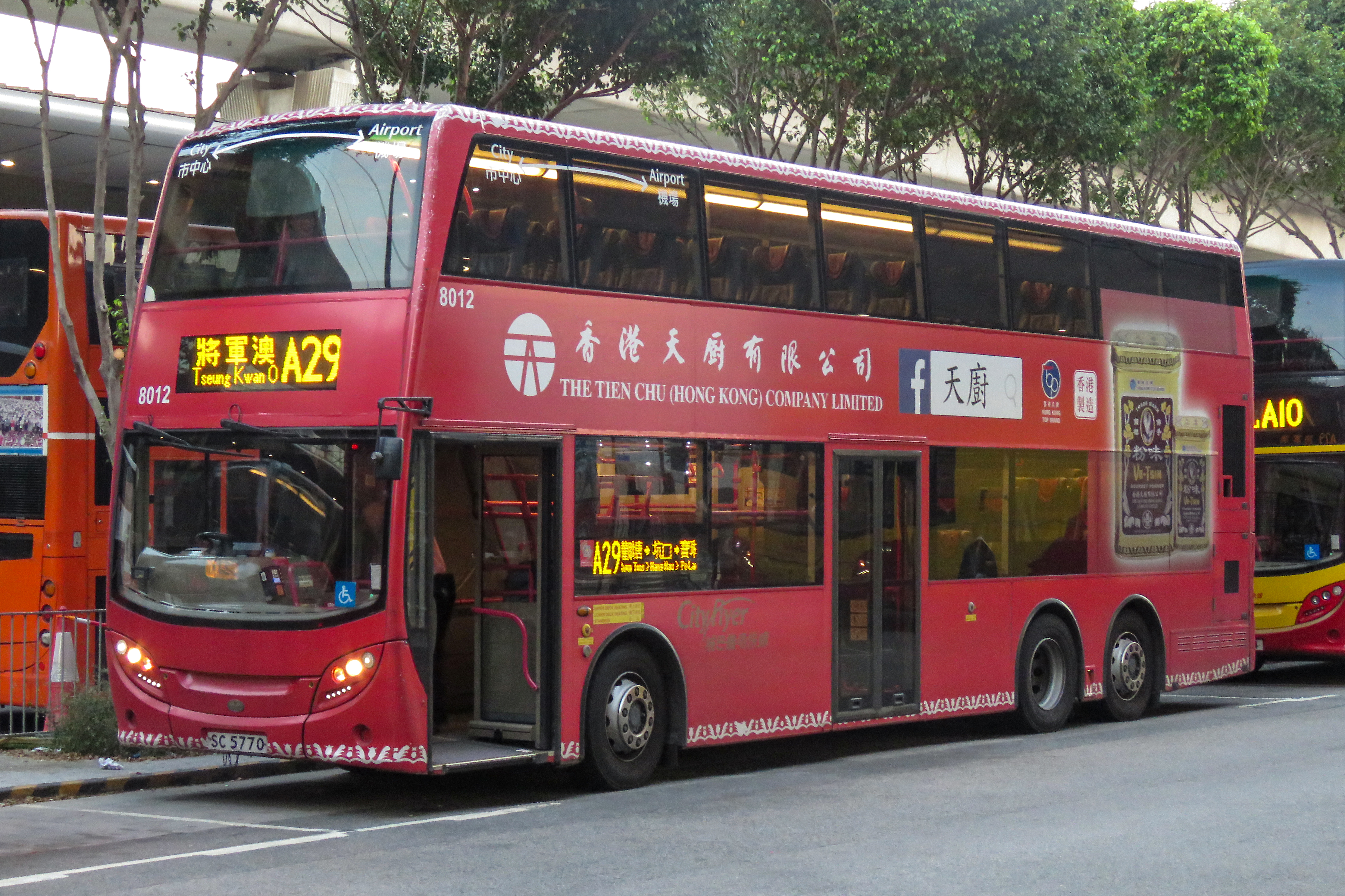
香港一辆塗裝天厨广告的城巴機場快線巴士

天厨味精是一家中国味精食品添加剂和調味粉制造商。 

## 歷史
天厨味精于1921年（一說1923年）在上海成立，由吴蕴初和张逸云創辦，旗下有佛手牌味精。它的競爭對手是來自日本的味之素。最初工廠位於蓝维霭路。後來在新橋路設立第一廠，菜市路設立第二廠。1928年在瞿真路設立新廠。
1929年在香港註冊。1933年，天廚的產品在芝加哥世界博览会上获得了金奖。  同年11月，公司经理张逸云病故，1935年7月，吴蕴初将天厨味精制造厂由无限公司改为股份有限公司。1937年天廚在九龍土瓜灣設廠。  中國抗日戰爭爆發後，天厨味精在上海的2個工廠被破壞，天廚味精在上海法租界租房生產。1939年搬遷至重慶設廠。中國抗日戰爭結束後又在雲嶺東路重建新廠，1948年初投產。重慶的廠保留。
1954年，重慶的天廚公私合營。1956年1月，上海的天厨实行公私合营，並且并入天生、天然、太乙、天元、天香等五厂，後來劃撥給上海實業控股。 
位於香港的天厨分公司于1950年代成为香港天廚咮精化學有限公司， 1981年上海實業（集團）有限公司在香港成立後，天厨味精成為集團成員企業。
1999年，天厨位於香港土瓜灣的工廠关闭并拆除。 
2004年，原本位於蘇州河附近的天厨公司生产基地搬迁到青浦工业园区，同時更名为上海冠生园天厨调味品有限公司。